# Sergei Feitelberg
Sergei Feitelberg (* 13. November 1905 in Moskau; † 16. September 1967 in New York City) war ein lettisch-US-amerikanischer Nuklearmediziner und Physiker.

## Leben
Feitelberg war der Sohn des Kaufmanns Arthur Feitelberg und der Catherine Zodicov. Die Familie emigrierte nach dem Ersten Weltkrieg nach Deutschland. Er schloss 1928 sein Studium an der TH Berlin als Diplom-Ingenieur ab. Um 1930 versuchte er gemeinsam mit Siegfried Bernfeld erfolglos, das Weber-Fechner-Gesetz auf die Psychoanalyse anzuwenden.
Später studierte er in Wien Medizin. Während dieser Zeit veröffentlichte er gemeinsam mit Karl Hartl unter dem Sammelpseudonym Karl F. Sergius das Werk Der Weg des Lebens. Eine Biologie. Aufgrund seiner jüdischen Herkunft wurde er nach dem „Anschluss“ nach dem 8. Studiensemester von der Universität vertrieben. Er promovierte 1939 an der Universität Lausanne zum Doktor der Medizin und emigrierte daraufhin im August 1939 über Göteborg in die Vereinigten Staaten. Am 11. Dezember 1944 erhielt er die US-amerikanische Staatsbürgerschaft.
Von 1939 bis 1967 war er am Mount Sinai Hospital in New York beschäftigt, ab 1954 als Direktor des Andre Meyer Physics Departement, 1966 als Professor. Dort beschäftigte er sich vor allem mit der Erforschung radioaktiver Isotope. Ab 1942 wirkte er außerdem an der Columbia University. 
In Erinnerung an Feitelberg wurde 1975 an der Page and William Black Post-Graduate School of Medicine am Mount Sinai Hospital in New York der Sergei Feitelberg Course in Nuclear Medicine ausgeschrieben.

## Werke
- (mit Karl Hartl als Karl F. Sergius) Der Weg des Lebens. Eine Biologie. Mit Bildern von Franz Katzer. Steyrermühl, Wien / Leipzig 1937.
- (mit Edith H. Quimby) Radioactive isotopes in medicine and biology. Lea & Febiger, Philadelphia 1958.